# César Abaya
César Abaya (ur. 12 października 1984 w Ndżamenie) – czadyjski piłkarz grający na pozycji prawego obrońcy. Od 2023 jest piłkarzem klubu Gazelle FC.

## Kariera klubowa
Swoją karierę Abaya rozpoczął w klubie Renaissance FC. W 2002 roku zadebiutował w jego barwach w pierwszej lidze czadyjskiej. W sezonach 2003, 2005, 2005, 2006 i 2007 wywalczył z nim pięć tytułów mistrza Czadu. Dwukrotnie został wicemistrzem w sezonach 2008 i 2013 oraz zdobył Puchar Czadu w 2011 roku. W 2014 roku grał w Gazelle FC, a w latach 2015-2016 w Foullah Edifice FC. W latach 2016–2018 był piłkarzem gabońskiego AS Mangasport. W sezonie 2016/2017 został wicemistrzem, a w sezonie 2018 mistrzem Gabonu. W latach 2018–2023 reprezentował barwy nigerskiego AS SONIDEP. W sezonie 2018/2019 sięgnął z nim po dublet - mistrzostwo i Puchar Nigru. W 2023 przeszedł do Gazelle FC.

## Kariera reprezentacyjna
W reprezentacji Czadu Abaya zadebiutował 11 listopada 2011 roku w przegranym 1:2 meczu eliminacji do MŚ 2014 z Tanzanią. Od 2011 do 2019 wystąpił w kadrze narodowej 14 razy.